# Übergangsvarietät
Eine Übergangsvarietät ist eine Sprachvarietät, die nur übergangsweise, bis zum besseren Erlernen der Sprache gesprochen wird.
Wissenschaftlich betrachtet handelt es sich bei diesen „gebrochenen“ Sprachvarietäten um typische Übergangsvarietäten während eines langfristig fortschreitenden kollektiven Sprachwechsels der einzelnen Gruppen der Sprachträger, also eine typische Übergangsform beim Wechsel zu einer anderen Sprache. Dabei handelt es sich auch nicht um eine Form des ebenfalls sozial negativ konnotierten Pidgin, wie oft behauptet wird, weil die dafür zugrundeliegenden soziologischen Faktoren nicht zutreffen. Pidginsprachen sind im Vergleich Verkehrssprachen bzw. Handelssprachen und zählen zu den vereinfachten Sprachregistern (Foreigner Talk, Baby Talk, Reduktionssprache). Pidgin ist überdies Zweitsprache und nicht Muttersprache.

## Charakteristik
Sprachlich charakteristisch für die Übergangsvarietät sind mannigfaltige Vereinfachungen durch Reduktionen der strukturellen Muster der Zielsprache wie etwa beim sogenannten „Gastarbeiterinfinitiv“, welche unter foreigner talk bzw. Ausländerregister einzustufen sind. Dazu kommen ein starker Akzent, ein relativ kleiner Wortschatz und simple Satzkonstruktionen. Diese Varietät wird von der deutschen Gesellschaft stark stigmatisiert (ähnlich der Abwertung des Dialekts gegenüber der sprachlichen Standardvarietät).

## Historische Entwicklung
Die historische Entwicklung der Varietät beginnt bei der ersten Generation der Migranten, welche primär in der Regel im Heimatland kulturell wie sprachlich sozialisierten, welcher in der Hauptsache keinerlei organisierter deutschsprachiger Sprachunterricht zuteilwurde. Folglich ist die Varietät sozial in dieser  ersten Generation verwurzelt und wurde weitergetragen in die zweite und dritte Generation. Diese Nachfolgegenerationen wuchsen in der Hauptsache in der Bundesrepublik auf und sind mit der deutschen Sprache als sekundärer Muttersprache sozialisiert. Diese sprachliche Sozialisation verlief jedoch mehr „recht als schlecht“ (Metzler). Gründe der Problematik liegen in der doppelseitigen Halbsprachlichkeit (Semilingualismus) und im muttersprachlichen Unterricht.